# Марльен
Марлье́н (фр. Marliens) — коммуна во Франции, находится в регионе Бургундия. Департамент коммуны — Кот-д’Ор. Входит в состав кантона Женли. Округ коммуны — Дижон.
Код INSEE коммуны — 21388.

## Население
Население коммуны на 2010 год составляло 449 человек.
| 1962 | 1968 | 1975 | 1982 | 1990 | 1999 | 2010 |
| ---- | ---- | ---- | ---- | ---- | ---- | ---- |
| 97   | 80   | 101  | 221  | 363  | 391  | 449  |

## Экономика
В 2010 году среди 297 человек трудоспособного возраста (15—64 лет) 230 были экономически активными, 67 — неактивными (показатель активности — 77,4 %, в 1999 году было 77,1 %). Из 230 активных жителей работали 216 человек (112 мужчин и 104 женщины), безработных было 14 (10 мужчин и 4 женщины). Среди 67 неактивных 18 человек были учениками или студентами, 30 — пенсионерами, 19 были неактивными по другим причинам.